# Nicolás Tagliafico
Nicolás Tagliafico   (Rafael Calzada, 31 d'agost de 1992) és un jugador de futbol professional argentí, que actualment juga com a lateral esquerre per l'Olympique de Lió. Gràcies a la seva "resistència pulmonar, tècnica excel·lent i el seu compromís continu", ha estat comparat amb un altre lateral històric de la selecció argentina com és Javier Zanetti, que també havia jugat al Banfield.

## Carrera de clubs

### Banfield
Tagliafico va debutar a nivell professional al Banfield en una victòria per 2-1 sobre el CA Tigre en la cinquena jornada del Clausura del 2011, entrant com a substitut al minut 72 de joc. Com a conseqüència d'una sanció a Marcelo Bustamante, va ser titular en el següent partit, que va acabar en empat a 2 amb l'CA Huracán. El 2012 Tagliafico va ser cedit durant un any al Real Murcia de la lliga espanyola.

### Independiente
El 2015 va ser traspassat a l'CA Independiente per una quantitat que no es va fer pública; va debutar en una victòria per 2-3 al camp del Newell's Old Boys. Al final de la seva etapa amb l'equip argentí, Tagliafico va capitanejar l'Independiente en la consecució de la Copa Sudamericana de 2017.

### Ajax
El 5 de gener de 2018 va ser traspassat a l'AFC Ajax per un total de 4 milions de lliures, debutant amb l'equip neerlandès en una victòria per 2-0 contra el Feyenoord disputat el 21 de gener de 2018.

### Lió
El 23 de juliol de 2022, va fitxar per l'Olympique de Lió de la Ligue 1 amb un contracte per tres anys, fins al juny de 2025, per 4.2 milions d'euros.

## Selecció argentina
Tagliafico ha participat en totes les categories inferiors de la selecció nacional argentina: sub-15, sub-17 i sub-20. El maig de 2018 va ser seleccionat per la llista definitiva de 23 jugadors que havien de disputar la fase final de la Copa del Món de Futbol de 2018 que es va disputar a Rússia.

## Palmarès
Independiente
- 1 Copa Sudamericana: 2017

AFC Ajax
- 3 Lligues neerlandeses: 2018-19, 2020-21, 2021-22
- 2 Copes neerlandeses: 2018-19, 2020-21

Selecció argentina
- 1 Copa del Món: 2022[7]
- 2 Copes Amèrica: 2021,[8] 2024[9]
- 1 Copa de Campions Conmebol-UEFA: 2022[10]